# Best of Both Worlds (canción de Van Halen)
«Best of Both Worlds»  es una canción interpretada por la banda de hard rock Van Halen, lanzada en octubre de 1986 como cuarto sencillo de su séptimo álbum de estudio "5150" (1986)
La canción trata sobre la mirada optimista de Sammy sobre el futuro de Van Halen y la creación de tu propia suerte. Principalmente una canción de guitarra, la segunda estrofa incluye algunos acordes de teclado como sonidos de acompañamiento incidentales
En Estados Unidos alcanzó el puesto 12 en la lista Top Rock Tracks de Billboard.
Se convirtió en una canción recurrente en los conciertos en vivo y también se utilizó en el título del álbum recopilatorio The Best of Both Worlds lanzado en julio de 2004.

## Lista de canciones
sencillo 7" (Warner Bros. Records – 7-28505)
A "Best of Both Worlds" (Edit)  – 3:58
B "Best Of Both Worlds" (Live) – 6:20
maxi 12" (Warner Bros. Records – PRO-A-2622)
A1 "Intro"  – 1:34
A2 "Best of Both Worlds" (Live) – 4:46
B "Rock And Roll " (Live) – 5:44

## Posicionamiento en listas
| Lista (1986)                               | Máxima posición |
| ------------------------------------------ | --------------- |
| Estados Unidos (Billboard Top Rock Tracks) | 12              |

## Personal
- Sammy Hagar - voz principal
- Eddie Van Halen - guitarra, teclados, coros
- Michael Anthony - bajo, coros
- Alex Van Halen - batería